# Jaakko Mäntyjärvi

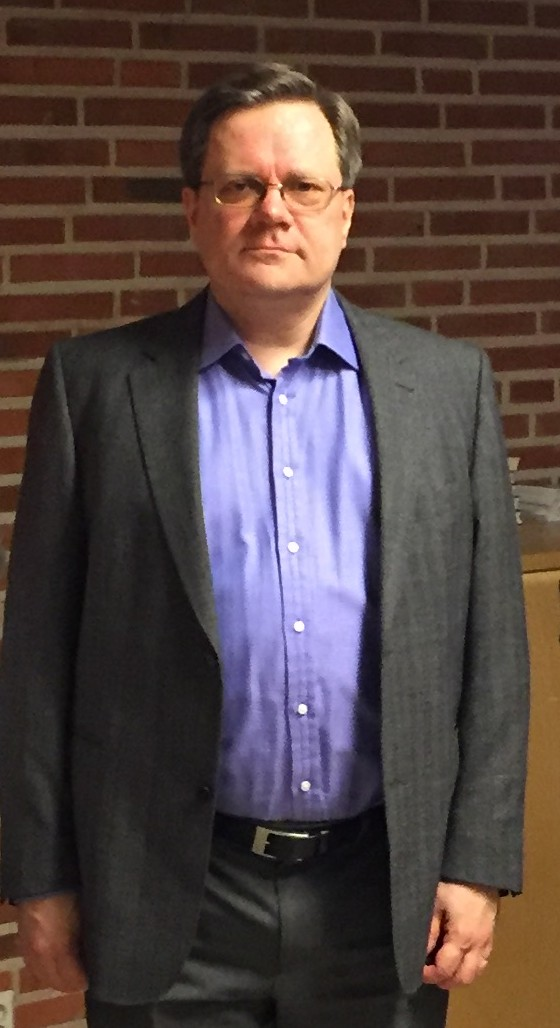
Jaakko Mäntyjärvi, 2016

Jaakko Mäntyjärvi (* 27. Mai 1963 in Turku) ist ein finnischer Komponist. Er studierte Musikwissenschaft, englische Philologie und Linguistik in der Universität Helsinki und ist hauptberuflicher Übersetzer. Daneben studierte er Musiktheorie und Chorleitung. Er schrieb und schreibt vor allem Werke für Chöre. 

## Musikalischer Stil und Wirkung
Mäntyjärvis Werke werden oft als von der Tradition beeinflusst, gemäßigt modern und humorvoll beschrieben. Auch wenn sie bei vielen Chören und ihrem Publikum sehr beliebt sind, erreichen seine Werke zumindest im deutschsprachigen Raum noch keine weite Verbreitung.

## Werke (Auswahl)
- Four Shakespeare Songs (1984)
- Ave Maria (1991)
- Pseudo-Yoik (1994)
- Hambo und Fuge in f-Moll (1996)
- More Shakespeare Songs (1997)
- Canticum Calamitatis Maritimae (1997)
- Die Stimme des Kindes (1998)